# Toussaint de Fortia
Pour les autres membres de la famille, voir Fortia.
Toussaint de Fortia, dit le « chevalier de Piles », né en 1678 et mort le 10 novembre 1760 à Marseille, est un officier de marine et gentilhomme français des XVIIe et XVIIIe siècles. Il termine sa carrière chef d'escadre des armées navales du Roi, commandeur de l'ordre royal et militaire de Saint-Louis et commandant de la Marine à Marseille.

## Biographie

### Origines et famille
Toussaint de Fortia descend de la famille de Fortia, une famille noble originaire de Catalogne, installé à Montpellier et dans le comté d'Avignon à partir du XIVe siècle. Les Fortia, marquis de Piles et de Forville, gouverneurs du château d'If et des îles avoisinantes jouissent à Marseille d'un statut considérable de par leur charge de viguiers et de gouverneurs de la place. Né en 1678, il est le deuxième fils de Paul de Fortia, IIe du nom, marquis de Piles seigneur de Peyruis, de Piosin, d'Auges, de Montfort, de Costechaude et d'autres lieux (1633-), et de Geneviève de Vento de Pennes (v. 1655-??), filles du marquis de Pennes et de Renée de Forbin-Janson. Son père est gouverneur du château d'If, de Ratonneau, de Pomègues et des Isles de Marseille.
Neveu d'Alphonse de Fortia, marquis de Forville, chef d'escadre des galères (mort en 1708 ou 1711), il appartient à une famille qui donnera un grand nombre d'officier supérieurs à la Marine du Roi. Il est également le cousin de quatre chefs d'escadres : Joseph de Thomas, marquis de La Valette (1672-1744), Louis de Martini d'Orves (1674-1751), Jean-François de Bertet de La Clue-Sabran (1696-1764) et Pierre de Thomas de Châteauneuf (1684-1759).

### Carrière militaire
Admis en 1694, à l'âge de 16 ans, parmi les pages des écuries du roi, il en sort en 1696 pour entrer dans le corps des mousquetaires et est nommé en 1713 lieutenant de la galère la Réale. Promu au grade de capitaine de galères le 5 janvier (ou avril) 1728, il est fait chef d'escadre des galères le 1er janvier 1747, puis passe dans le corps des vaisseaux à la dissolution du corps des galère en 1748. Il est reçoit le grade équivalent de chef d'escadre des armées navales le 1er janvier 1748.
Fait Commandeur de l'ordre royal et militaire de Saint Louis le 1er avril de la même année, il est nommé commandant de la Marine à Marseille en 1749. Il meurt dans cette même ville en 1760, sans union ni descendance.

### Source et bibliographie
- Jean-Baptiste Jullien de Courcelles, Histoire généalogique et héraldique des pairs de France, des grands dignitaires de la couronne, des principales familles nobles du royaume, et des maisons princières de l'Europe, t. 3, Paris, chez l'auteur, 1824 (lire en ligne), p. 43
- Michel Vergé-Franceschi, Guerre et commerce en Méditerranée : IXe – XXe siècles, Veyrier, 1991, 450 p. (ISBN 9782851995698)